# 中央バナト郡

中央バナト郡
Средњебанатски округ
Srednjebanatski okrug
Közép-bánsági körzet

中央バナト郡（ちゅうおうバナトぐん、セルビア語: Средњебанатски округ,クロアチア語: Srednjebanatski okrug,ハンガリー語: Közép-bánsági körzet,スロバキア語: Sredobanátsky okres,ルーマニア語: Districtul Banatul de Central,パンノニア・ルシン語:Стредобанатски окрух）はセルビア北部バナト地方、ヴォイヴォディナ自治州に位置する郡である。人口は2002年の国勢調査で208,456人を数え、郡の中心都市はズレニャニンである。

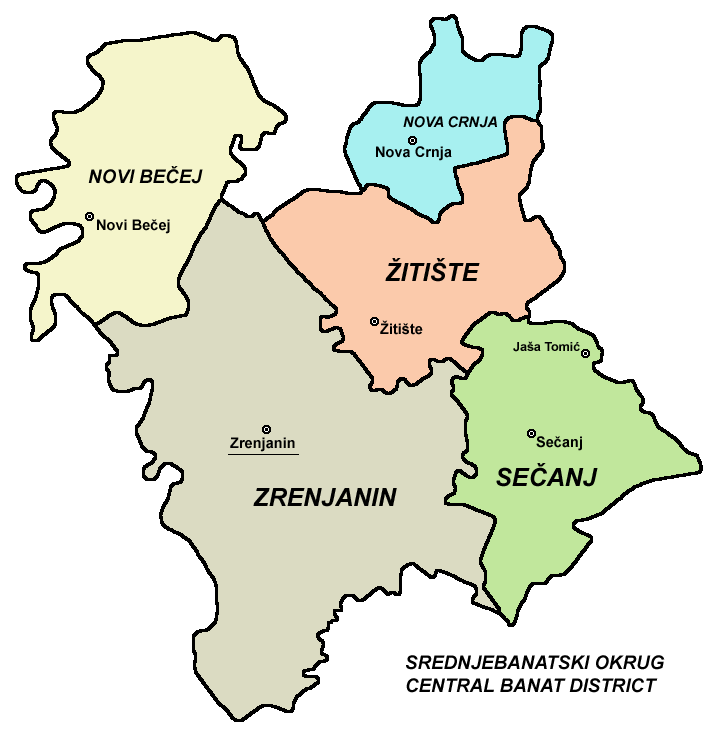
基礎自治体

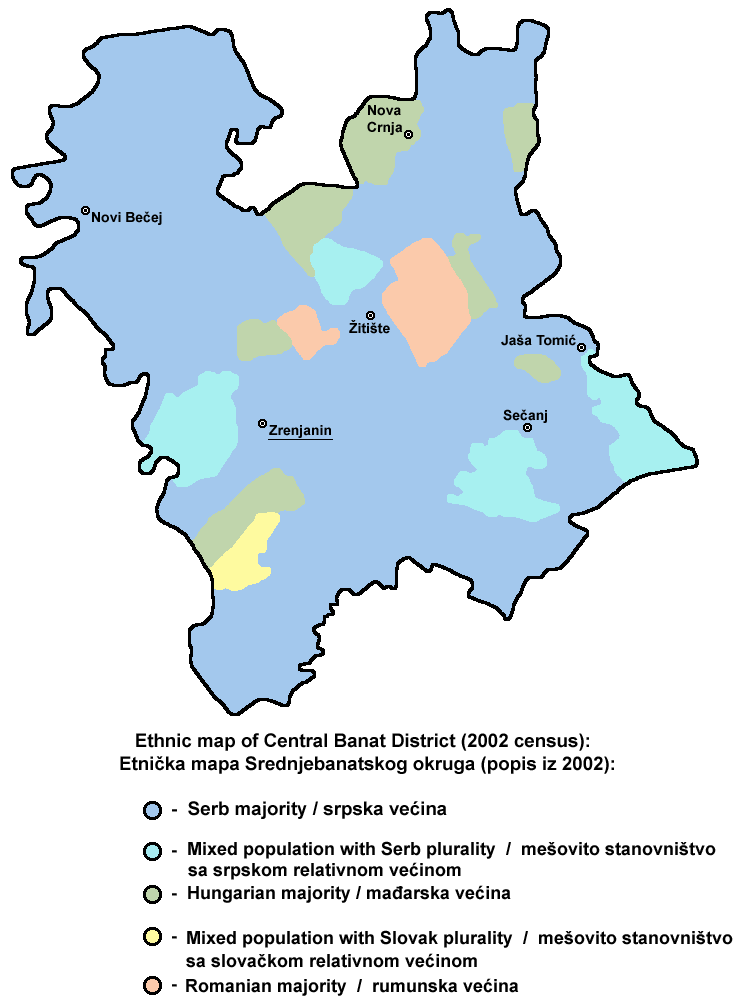
民族分布

## 基礎自治体
5つの基礎自体によって構成されている。
- ノヴィ・ベチェイ（Novi Bečej）（ハンガリー語: Törökbecse）
- ノヴァ・ツルニャ（Nova Crnja）（ハンガリー語: Magyarcsernye）
- ジティシュテ（Žitište）
- セチャニ（Sečanj）
- ズレニャニン（Zrenjanin）

## 民族構成
2002年の国勢調査による。
- セルビア人 150,794人(72.33%)
- ハンガリー人 27,842人(13.35%)
- ロマ 5,682人(2.72%)
- ルーマニア人 5,156人(2.47%)
- ユーゴスラビア人 3,759人(1.8%)
- スロバキア人 2,495人(1.19%)
- その他

## 教会
多くの美しい教会がある。正教会の聖母被昇天教会は1746年より、文化遺産でもあるノビ・ベチェイのカトリック教会、アラチュ教会（Arač）は13世紀以来のものでカトリックの大聖堂は1868年より存在する。

## 経済
ズレニャニンの経済は多様で、工業、農業、建設業、輸送業があるが主要な産業は食品加工業で農業と結び付いている。他に代表的なものはDD "ZIP"による醸造やDD "Luxol"による化学や製糖などである。しかしながら、石油関連のDijamantやミルク工場のMlekoproduktを除き多くの企業は悪い状態に置かれている。
ユーゴスラビア社会主義連邦共和国時代、ズレニャニンは4番目に大きな工業の中心地であった。